# Viktor Johansson
Viktor Johansson (Estocolmo, 14 de septiembre de 1998) es un futbolista sueco que juega en la demarcación de portero para el Stoke City F. C. de la EFL Championship.

## Selección nacional
Hizo su debut con la selección de fútbol de Suecia el 12 de octubre de 2023 en un partido amistoso contra Moldavia que finalizó con un resultado de 3-1 a favor del combinado sueco tras los goles de Gustaf Lagerbielke y un doblete de Jesper Karlsson para Suecia, y de Ion Nicolaescu para Moldavia.

## Clubes
| Club                         | País       | Año       | Partidos | Goles |
| ---------------------------- | ---------- | --------- | -------- | ----- |
| Alfreton Town F. C. (cedido) | Inglaterra | 2018      | 9        | 0     |
| Rotherham United F. C.       | Inglaterra | 2020-2024 | 144      | 0     |
| Stoke City F. C.             | Inglaterra | 2024-     | 49       | 0     |